# قلفة
القُلْفَة أو القَلَفَة أو الغُرْلَة (بالإنجليزية: Foreskin)‏ في جسم الإنسان الذكر جلد رقيق فضفاض ما به شعر وغني بالألياف العضلية يحمي ويغطي جزءاً من رأس القضيب (الحشفة)، وهي بمعظمها خصائص تسمح له بأن تستجيب لتغيير طول القضيب عندالانتصاب وتزال في الختان.
انطواء الجلد على نفسه فوق الرأس هو ما يكون مظهر القلفة، و٤٪ من قلف الأولاد قد تنقبض حين الولادة، ويبقى جلها ثابتاً على حشفه القضيب بأوائل السنين، وإن لم تختّن القلفة فلا ترغمنّها أن تنسلخ عن الحشفة، فالتحامهما تفككه بطيء ويصير لنحو ٩٠٪ من الأولاد قبل الثالثةِ مقدرةُ سحب القلفة إلى حد ما، والألياف مثبتة القلفة بالرأس تمنع تراجعه كله لقرابة ٦٠٪ من أولاد التاسعة، وعلى العموم تختفي كل الألياف المثبته قبل سن 17 وتتحرر القلفة كليًا وتسمى وقتها قلفة ناضجة، فالقلفةُ الناضجةُ غطاءٌ جلديٌ يحمي الحشفة ويبقيها رطبة، وفي الانتصاب مع تضخم القضيب بسبب امتلاءه بالدم، تنزلق القلفة إلى الوراء لتغطي جسم القضيب كاشفة الرأس كله.

## اللخن
تتراكم البكتيريا، الخمائر، بقايا البول وخلايا الجلد الميتة تحت القلفة على شكل مادة بيضاء جبنية التكوين، كريهة الرائحة، تسمى اللخن. يبدأ اللخن في مرحلة مبكرة من العمر، وإذا ترك بدون تنظيف يمكن أن يسبب التهيج والتقرح، لقد تم ربط اللخن مع تطور حالات سرطان القضيب، بالنسبة للذكور الذين تزيد أعمارهم عن سبع سنوات والذين بقيت القلفة لديهم ملتصقة بالكامل بالرأس يجب تعليمهم كيفية سحب القلفة وغسلها بانتظام، (على الأقل مرة واحدة في اليوم ويفضل بعد كل تبوُّل) ويجب أن يتم هذا الإجراء برفق وعناية، فسحب القلفة الملتصقة بقوة يمكن أن يتسبب بالإصابة، الندوب بل وحتى بالشَبَم (تَضَيُّقُ القُلْفَة) ومن المهم جداً، بعد غسل القلفة وما تحتها، إعادتها إلى وضعها فوق الحشفة بحيث لا يصاب الشخص بالجُلاَع (انْكِماشُ جِلْدِ القُلْفَةِ المُتَضَيِّقَة).